# Ardre ödekyrka
Ardre ödekyrka, även kallad Gunnfjauns kapell eller Gunnfiauns kapell, är belägen i Ardre socken på östra, mellersta Gotland. Ruinen ligger sydväst om nuvarande Ardre kyrka.  
Kyrkoruinen ligger på en odlingsyta. Kyrkobyggnaden har enligt sagan uppförts till minne av Tjelvars sonson Gunnfiaun. Tjelvar var Gotlands upptäckare i Gutasagan. Öster om kyrkan cirka ett par hundra meter bort, återfinns fornborgen Kaupungs slott. Ödekyrkan har gett namn till musikgruppen Gunnfjauns kapell.

## Historik
Ruinen konserverades 1948. Kyrkohistoriker anser att kyrkan byggdes för den medeltida marknadsplatsen på Kaupungsklint öster om ruinen. Sannolikt byggdes kyrkan på 1300-talet. Det är ovisst om bygget fullbordades. Några kilometer bort står Ardre kyrka som likaledes är tämligen liten. Nordisk familjebok säger: I socknen finnas lämningar af flera stenhus, en kastal har funnits i kyrkans närhet. Ett under spetsbågetiden (gotiken) uppfördt kapell finnes inom socknen, än kalladt Ardre ödekapell, än Gunfjauns kapell (efter en af de mytiska personligheterna i Götasagan).

### Tors källa och medeltida marknadsplats
I Ljugarns kommun : minnesskrift över kommunens verksamhet 1952-1970 står det att enligt Säve har det funnits en offerbrunn, Tors brunn, 34 steglängder västerut från kapellet. Källan var tre alnar djup (1,80 meter) och hade friskt vatten. 
Enligt P. A. Säve fanns ej långt fr ån ruinen en källa. Han skriver:... omkring 34 steg vester om detsamma är en :3 alnar djup, i kalkhällen utgräfd brunn med det friskaste vatten. Redan Hilfeling (Journal 1797) såg en källa på platsen, men han förlägger den betydligt längre bort från ruinen. Han anser, att del varit en Thors brunn, alltså en offerkälla från heden tid. - Inte så sällan övertogs de hedniska kultplatserna av de kristna. Det är därför mycket möjligt, att källan tidigare varit en betydelsefull offerplats, i vars närhet man senare uppfört ett kapell, där man kunde fira kristen gudstjänst. - En annan viktig faktor, när del gäller att klarlägga  kapellets tillkomsthistoria, är dess placering i närhet en av marknadsplatsen på Kopungsklint(Köpängsklinten). Man kan ha uppfört kapellet för att tillfredsställa behovet av en gudstjänstlokal vid en livligt besökt marknadsplats. (Rosvall / Lagerlöf sidan 843)
Kapellet är byggt av tuktad kalksten med omfattningar och hörnkedjor av huggen kalksten . Det består av en rektangulär byggnad, i vars östra del ett nästan kvadratiskt kor avdelats (fig. 909). Det bäst bevarade partiet är korets östra gavel (fig. 906) med ett stort tredelat fönster. Av östra fönstrets och portaldetaljernas utformning (fig. 915) att döma torde kapellet ha upp[örts vid 1300-talets mitt.(Rosvall / Lagerlöf sidan 854)
 

Den medeltida marknadsplatsen väcker intresse. Det går en väg ner mot havet som  mynnar i det nutida Vitvär. Hamnen på den platsen är gammal och kallades Widfärswik (av namnet Vitvär).Kapellet, marknadsplatsen (Kaupungs slott) och vikens hamn bildar troligen en enhet. Kastalen vid kyrkan har troligen varit en försvarsbyggnad för  Ardre socken.

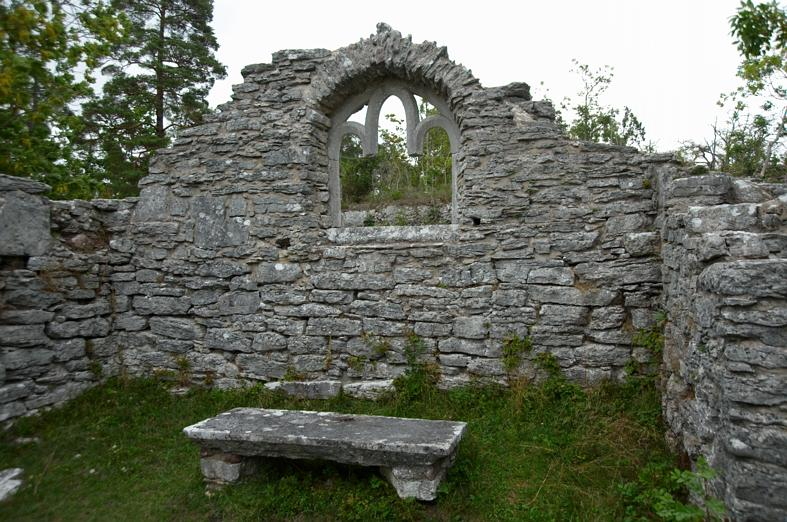
Ardre Ödekyrka. Fotograf: Bengt A Lundberg, Riksantikvarieämbetet